# Georg von Dalwigk
Georg Christoph Wilhelm Adam von Dalwigk zu Dillich (* 1738; † 13. März 1806 in Homberg (Efze)) war Generalleutnant in der Hessen-kasselschen Armee und Gouverneur von Hanau.

## Herkunft und Familie
Georg von Dalwigk entstammte dem hessischen Uradelsgeschlecht derer von Dalwigk. Er war Sohn des hessischen Obristen Johann Friedrich Emil von Dalwigk zu Dillich (1698–1756) und dessen Ehefrau Friederike Wilhelmine geb. von Buttlar (1708–1785).
Verheiratet war er mit Luise Dorothea von Nimptsch zu Gundernhausen (1752–1829). Der Ehe entstammten die Kinder
- Wilhelmine Mauritia (1775–1805) ⚭ Clamor Dietrich von dem Bussche-Hünnefeld,
- Caroline Charlotte Luise Juliane (1777–1827) ⚭ von Studnitz und
- Wilhelm Friedrich Ernst (1779–1814). Wilhelm wurde kurhessischer Oberstleutnant und Adjutant des Kurprinzen Wilhelm, verstarb aber bereits 1814 im Alter von nur 36 Jahren ohne männliche Nachkommen. Die Güter zu Dillich, Neuenhain und Stolzenbach fielen daraufhin an seinen Vetter, den kurhessischen Landrat Johann Friedrich Heinrich Otto von Dalwigk zu Hoof und Lützelwig.

## Wirken
Georg trat im Alter von 17 Jahren in die Hessen-Kasselsche Armee ein. Im Juli 1758 zeichnete er sich als Cornet bei den hessischen Husaren bei Sangerhausen aus. Er wurde 1763 zum Major befördert und zum Kommandeur des Husarenkorps ernannt. 1794 befehligte er ein in englischem Sold stehendes hessisches Hilfskorps in Flandern gegen die Franzosen. Er stieg bis zum Generalleutnant auf und war zuletzt Gouverneur der Festung Hanau und Chef des kasselschen Carabinier-Regiments.